# La Résistance (Falguière)

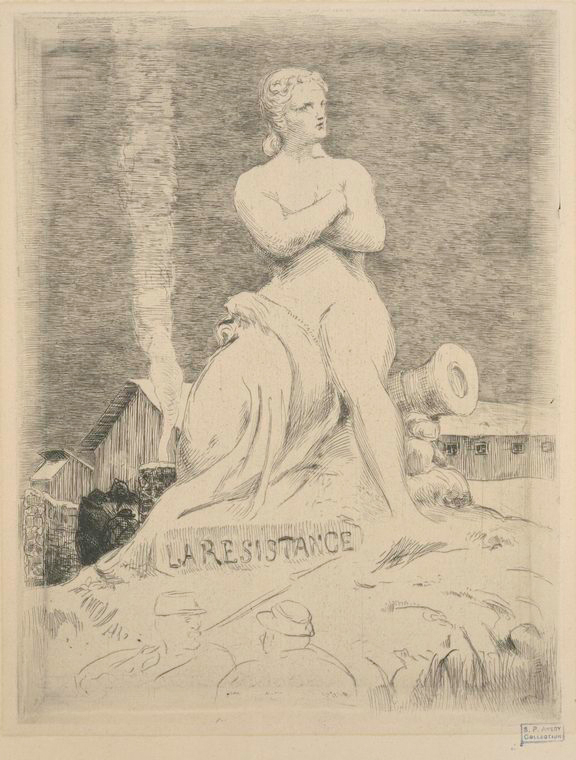
Un'incisione di Bracquemond della scultura di Falguière.

La Résistance ("La resistenza"), anche nota come La Défense de Paris ("La difesa di Parigi"), era una statua di neve alta 2,74 metri che ritraeva una donna nuda con un cannone. Venne realizzata l'8 dicembre del 1870 da Alexandre Falguière nel corso dell'assedio di Parigi, durante la guerra franco-prussiana.

## Storia
Intorno al 1870 Falguière faceva parte di una compagnia della guardia nazionale che raggruppava vari artisti e intellettuali, tra i quali Félix Philippoteaux. Falguière, aiutato dai suoi compagni, eresse la statua in qualche ora per simboleggiare la resistenza francese nei confronti della Prussia. Il bozzetto della scultura di Philippoteaux venne pubblicato nel corso del mese. La statua divenne un'attrazione turistica, con un busto di neve meno celebre di Hippolyte Moulin nei paraggi. Théodore de Banville ci scrisse un'ode e Félix Bracquemond ne trasse un'acquaforte pubblicata da Faustin Betbeder.
Dopo che la statua di neve si sciolse, i tentativi di Falguière di ricrearla in un materiale più permanente non ebbero successo, dato che mancava la spontaneità dell'originale. Fu il primo nudo femminile di Falguière, un soggetto nel quale si sarebbe specializzato in seguito.

## Descrizione

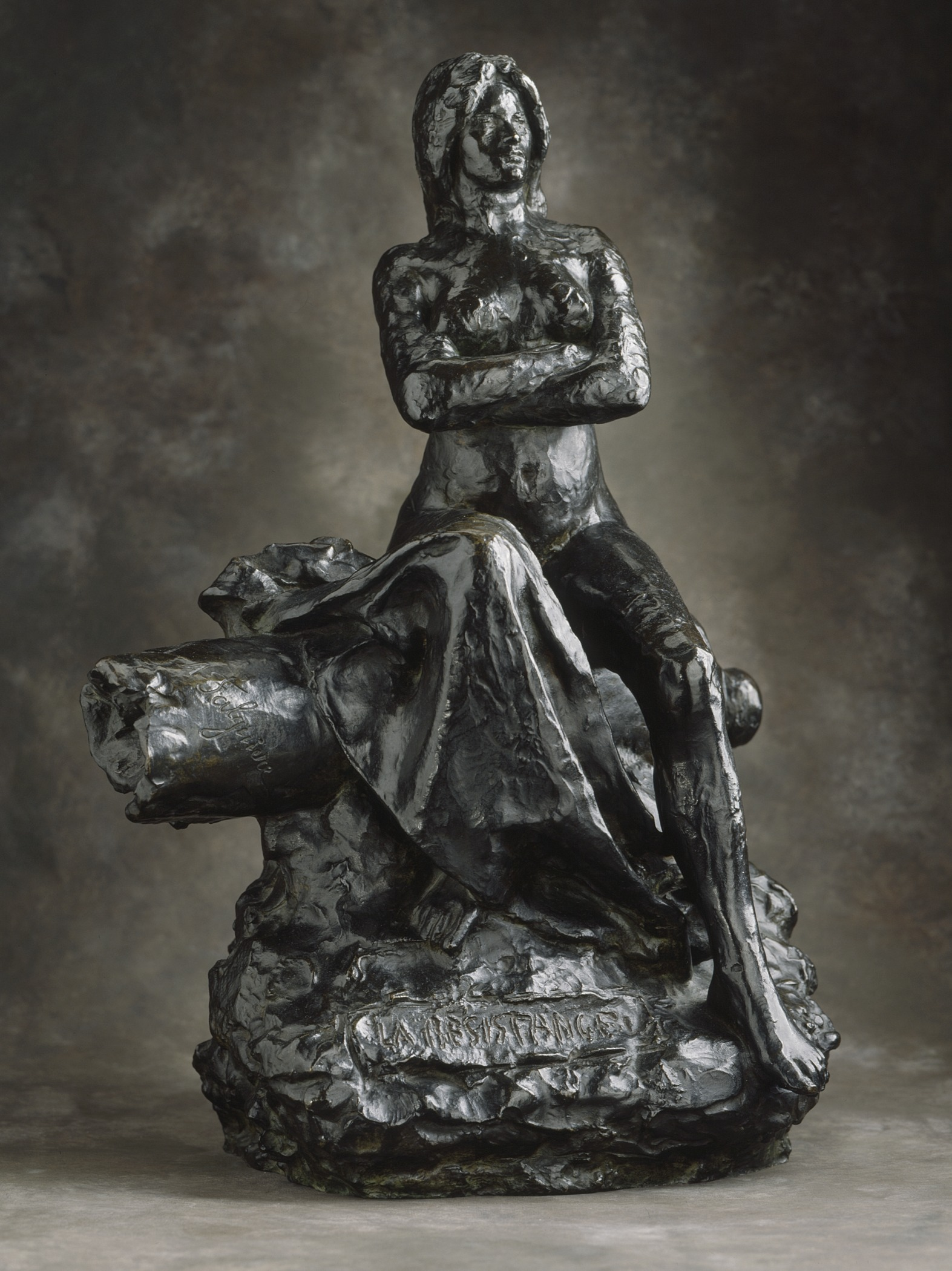
Una riproduzione bronzea conservata al LACMA.

Quest'allegoria della resistenza all'invasore venne rappresentata come una donna ignuda, con la coscia sinistra coperta da un drappo. Ella era seduta a braccia conserte su un cannone, con lo "sguardo fiero, l'atteggiamento energico", "feroce", con "un'aria di risoluzione indomabile". Ai suoi piedi erano incise le parole La Résistance.